# 俄式挺身

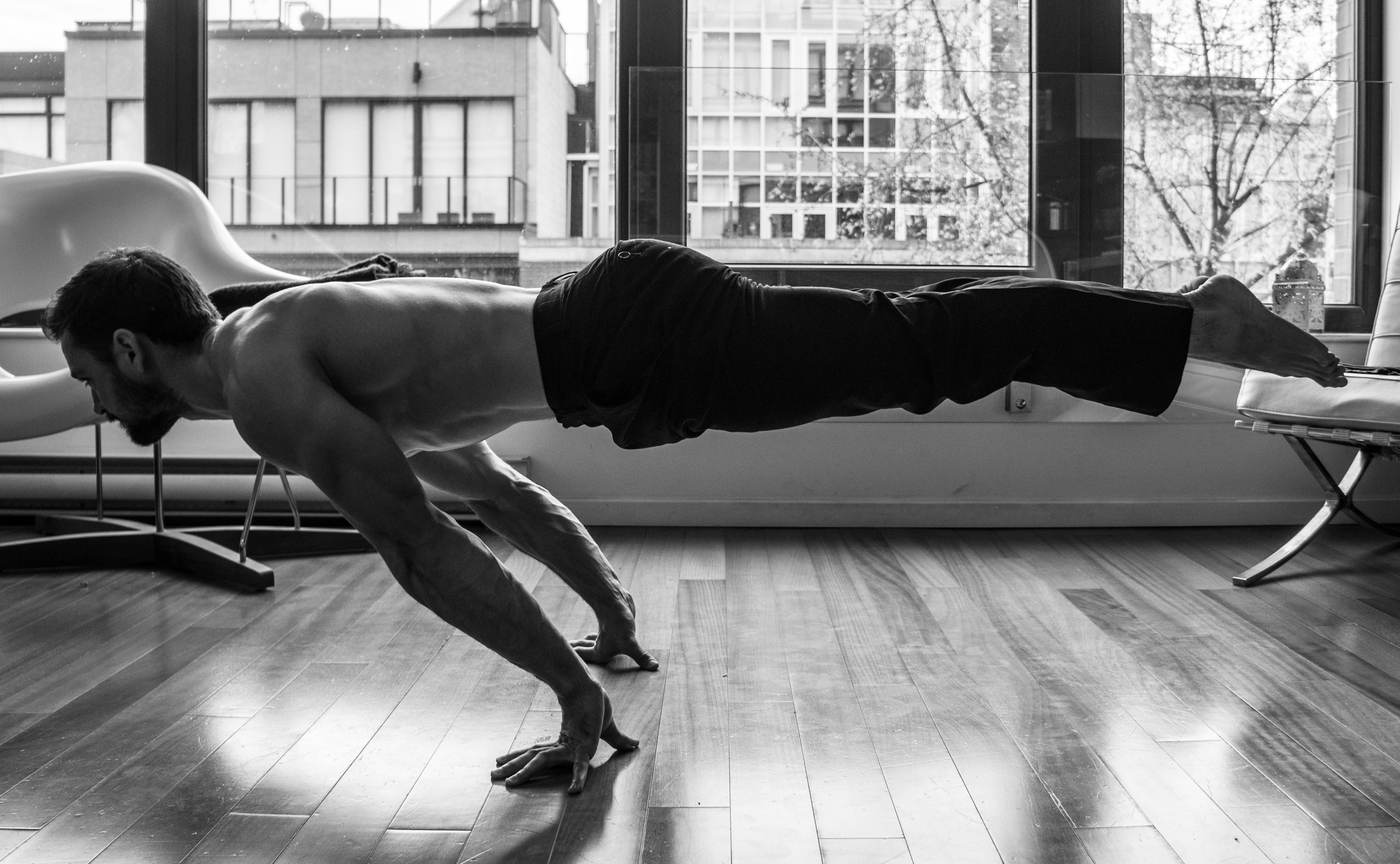
俄式挺身

俄式挺身是体操上的一种动作，完全用双臂支撑身体，身体其他部位必须离开地面，是体操中一种难度很高的动作，需要很强的臂力和腰部力量。